# 안양부흥중학교
안양부흥중학교(安養復興中學校)는 대한민국 경기도 안양시 동안구 비산동에 있는 공립 중학교이다.

## 학교 연혁
- 1991년 1월 11일 : 부흥중학교 22학급 설립 인가
- 1992년 3월 1일 : 초대 김영목 교장 취임
- 1996년 1월 13일 : 안양부흥중학교로 교명 개명
- 2003년 3월 2일 : 경기도교육청 지정 학생봉사활동 시범학교 운영
- 2006년 3월 2일 : 경기도교육청 지정 체육교육 시범학교 운영
- 2022년 3월 1일 : 제10대 최희진 교장 취임
- 2023년 1월 5일 : 제31회 졸업식〔졸업생 372명 12학급, 총 졸업생수 14,413명〕
- 2024년 3월 1일 : 안양희망창조학교(12년차 운영)
- 2024년 3월 4일 : 제33회 입학식[입학생 371명 12학급]

## 참고 자료
- 안양부흥중학교 - 한국교육학술정보원 학교알리미